# Nýja fréttastofan
NFS (Nýja fréttastofan (littéralement : Nouveau service d'information) était une chaîne de télévision d'information en continu islandaise, appartenant au Groupe 365.